# 木幡弘道
木幡 弘道（こはた こうどう、1947年（昭和22年）5月8日 - ）は、日本の政治家。衆議院議員（2期）、福島県議会議員（3期）を歴任。

## 来歴・人物
福島県相馬郡福浦村（現南相馬市小高区）生まれ。福島県立原町高等学校、慶應義塾大学法学部政治学科卒業。
1979年（昭和54年）に福島県議会議員選挙に初当選。自由民主党に所属したが、1990年（平成2年）に旧福島3区から第39回衆議院議員総選挙に無所属で出馬し落選する。1993年（平成5年）の総選挙では日本新党から出馬し初当選、その後新進党に合流。農林水産政務次官や明日の内閣の農林水産大臣等を歴任する。1996年の第41回衆議院議員総選挙では比例東北ブロック単独候補として比例順位1位で当選。2000年（平成12年）の総選挙では福島県第1区から民主党公認で立候補するが落選。落選後は、政治活動から遠ざかっている。
2017年（平成29年）秋の叙勲で旭日中綬章を受章。